# 40

40(사십)은 39보다 크고 41보다 작은 자연수다.

## 수학
- 합성수로, 그 약수는 1, 2, 4, 5, 8, 10, 20, 40이다. 진약수의 합은 50이므로, 40은 과잉수다.
- 4번째 팔각수다. 앞의 팔각수는 21, 다음은 65다.
- 4번째 오각뿔수다. 앞의 오각뿔수는 18, 다음은 75다.
- {\displaystyle 40=1+5+12+22}
  - 연속하는 네 오각수의 합으로 나타낼 수 있는 가장 작은 수다. 이 성질을 지닌 다음 수는 74다.
- {\displaystyle 40=4\times 10}
  - 연속하는 두 사면체수의 곱으로 나타낼 수 있는 수다. 이 성질을 지닌 앞의 수는 4, 다음 수는 200이다.
- {\displaystyle 40=2^{2}+6^{2}=4+36}
  - 서로 다른 두 자연수의 제곱합으로 나타낼 수 있는 수다.

## 과학
- 지르코늄(Zr)의 원자번호.
- NGC 40: 나비넥타이 성운의 신판일반목록 일련번호.

## 교통
- 고속도로
  - 대한민국 평택제천고속도로의 노선 번호.
  - 주간고속도로 제40호선: 캘리포니아주 바스토에서 노스캐롤라이나주 윌밍턴까지 이어지는 미국의 주간고속도로.
  - 유럽 고속도로 40호선: 프랑스 칼레에서 카자흐스탄 리더까지 이어지는 유럽 고속도로.
  - 아우토반 40호선(영어판, 독일어판): 독일의 고속도로.

- 국도 제40호선
  - 대한민국 40번 국도: 충청남도 당진시 합덕읍에서 충청남도 공주시 신관동까지 이어지는 대한민국의 국도.
  - 일본 40번 국도: 홋카이도 아사히카와시에서 왓카나이시까지 이어지는 일본의 국도.
  - 미국 40번 국도: 유타주 실버서밋에서 뉴저지주 애틀랜틱시티까지 이어지는 미국의 국도.

- 기타 도로
  - 현도 제40호선

## 군사
- U-40: 독일의 군용 잠수함. 제1차 세계 대전에 사용된 1914년제 모델(영어판)과 제2차 세계 대전에 사용된 1938년제 모델(영어판)이 있다.

## 나이 (만 40세)
- 40세는 논어 위정편 가운데 ‘마흔에 흔들리지 않았다(四十不惑)’라는 구절을 인용하여 불혹이라고도 한다.
- 대한민국 대통령출마 피선거권 부여 연령.
- 필즈상 수상자의 나이 상한.

## 문화유산
- 대한민국의 국보 제40호: 경주 정혜사지 십삼층석탑
- 대한민국의 보물 제40호: 남원 실상사 백장암 석등
- 대한민국의 사적 제40호: 경주황남리고분군 (해제)[a]

## 방송
- 스카이라이프의 MBC 드라마넷 채널 번호.
- 지니 TV의 tvN 쇼 채널 번호.
- U+ TV의 JTBC2 채널 번호.

## 기타
- 연도: 40년, 기원전 40년
- 40년대

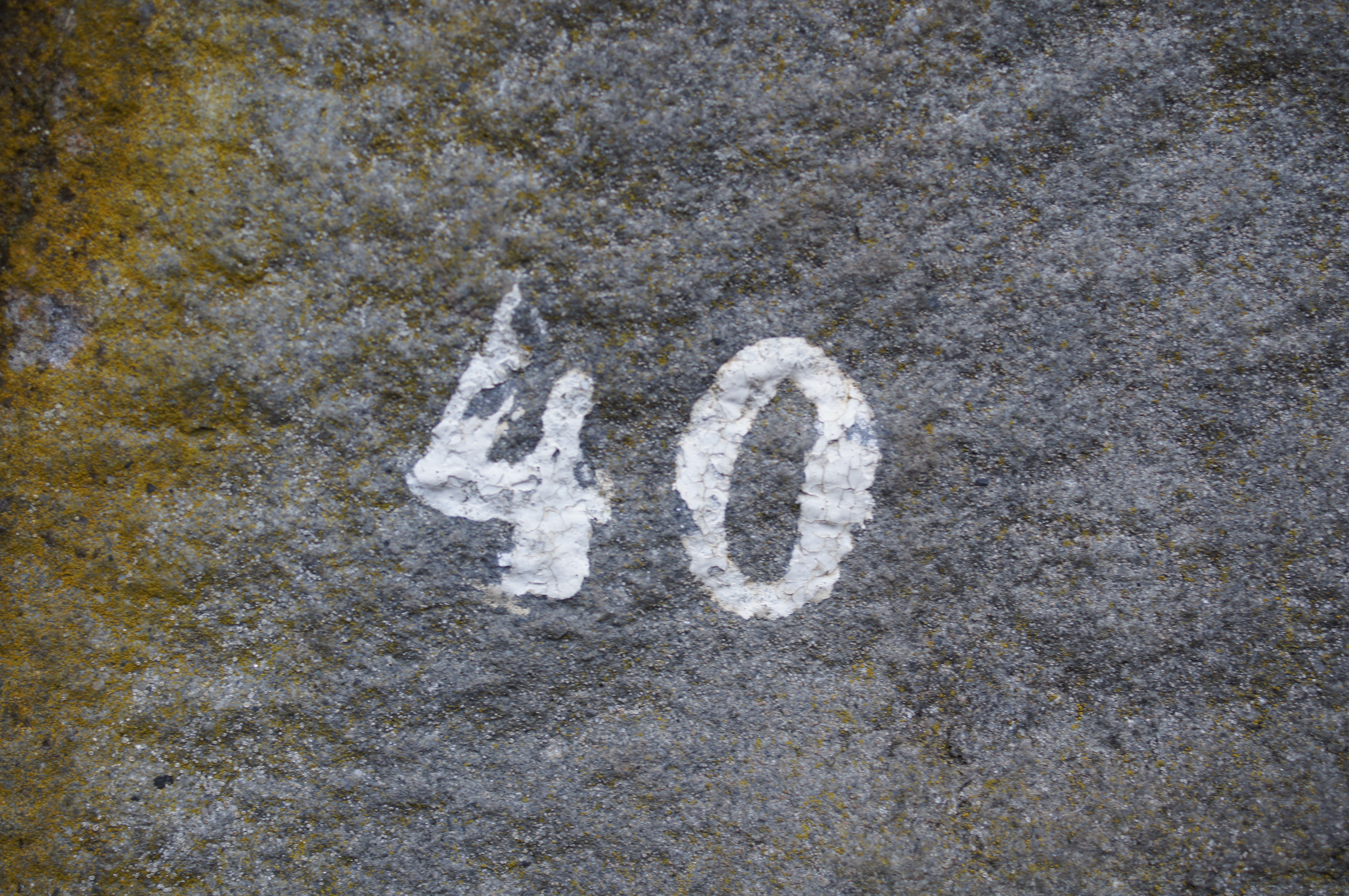

- 40(포티): 대한민국의 R&B 싱어송라이터.
- 대만의 가수이자 배우 쉐스링(중국어:薛仕凌)(설사릉)의 별명이 ‘40’이다.
- 초등학생들의 수업 시간은 40분이다.
- 대한민국의 라디오 방송사 목록 중 FM 라디오 방송 주파수 프리셋은 40개까지이다.

## 같이 보기
- 얄다